# 安座間美優
安座間 美優（1986年12月26日—），是日本沖繩縣出身的模特兒及演員。在沖繩縣長大，是獨生女。母親也曾是模特兒。所屬公司為ヴァーテックス（Vertex）。

## 來歷
- 2002年10月，被選為Seventeen雜誌第21屆Miss Seventeen，然後便擔任了Seventeen（2002年12月號－2006年11月號）的專屬模特兒。
- 2003年10月，參演「美少女戰士寫實版」的木野真琴一角。
- 2005年4月，入讀法政大學。
- 2006年10月，從5000名應募者中，在第38屆獲得「non-no模特兒·最高獎」，並擔任non-no的專屬模特兒。
- 2007年10月，正式成為CanCam的專屬模特兒。
- 2008年10月，擔任日本電視台的「Zoom In! Saturday」節目的氣象主播。
- 2009年3月24日，從法政大學生涯設計學部畢業，取得學士學位。

## 書籍

### 雜誌
- Seventeen（集英社、2002年10月 - 2006年11月）
- non-no（集英社、2006年12月 - 2007年11月）
- CanCam（小學館、2007年10月 - ）

## 演出

### 時裝展覽
- 第4屆Tokyo Girls Collections 2007 Spring/Summer

### PV
- えちうら 「大切な思い出」
- 嵐　「アオゾラペダル」

### 廣告
- 2007年JTA（日本越洋航空）Image Girl
- 京瓷「au W64SA」※與高橋メアリージュン共同演出

### 連續劇
- 美少女戰士（2003年 - 2004年、TBS）飾演 木野真琴／Sailor Jupiter
- （2006年、TBS）飾演 牛島理惠
- （2006年、WOWOW）飾演 おおたちか
- （2006年、朝日電視台）客串
- （2008年、朝日電視台）飾演 岩下惠

### 綜藝節目
- オモ☆さん （2007年4月 - 9月、朝日電視台）

### 特備節目
- Zoom In!!Saturday（2008年10月 - 、日本電視台）氣象主播

### 電視動畫
2011年
- 戰國鬼才傳（小孩）
- 如果高校棒球女子經理讀了彼得·杜拉克（管樂社社長）

### 漫畫
- 今井康繪「はじけてB.B.」

## 外部連結
- 安座間美優 官方blog （页面存档备份，存于）
- CanCam / 安座間美優